# GAZ-66
Le GAZ-66 est un camion militaire soviétique construit par GAZ. Il a été le principal véhicule d'infanterie motorisée en URSS, et continue d'être en service dans certains pays. Il était communément surnommé Shishiga.

## Description
Le GAZ-66 s'est imposé comme une légende au fil des années dans de nombreux pays, en s'illustrant brillamment en matière de fiabilité, de simplicité et de performance offroad, le rendant populaire aussi bien dans le monde militaire que dans celui des amateurs de tout terrain. Le camion était entre autres équipé d'un treuil à l'avant et d'un télégonflage.

## Historique
Conçu en 1964, il était fabriqué dans la ville de Gorki par l'entreprise GAZ.

## Variantes et utilisation

Divers usages du véhicule
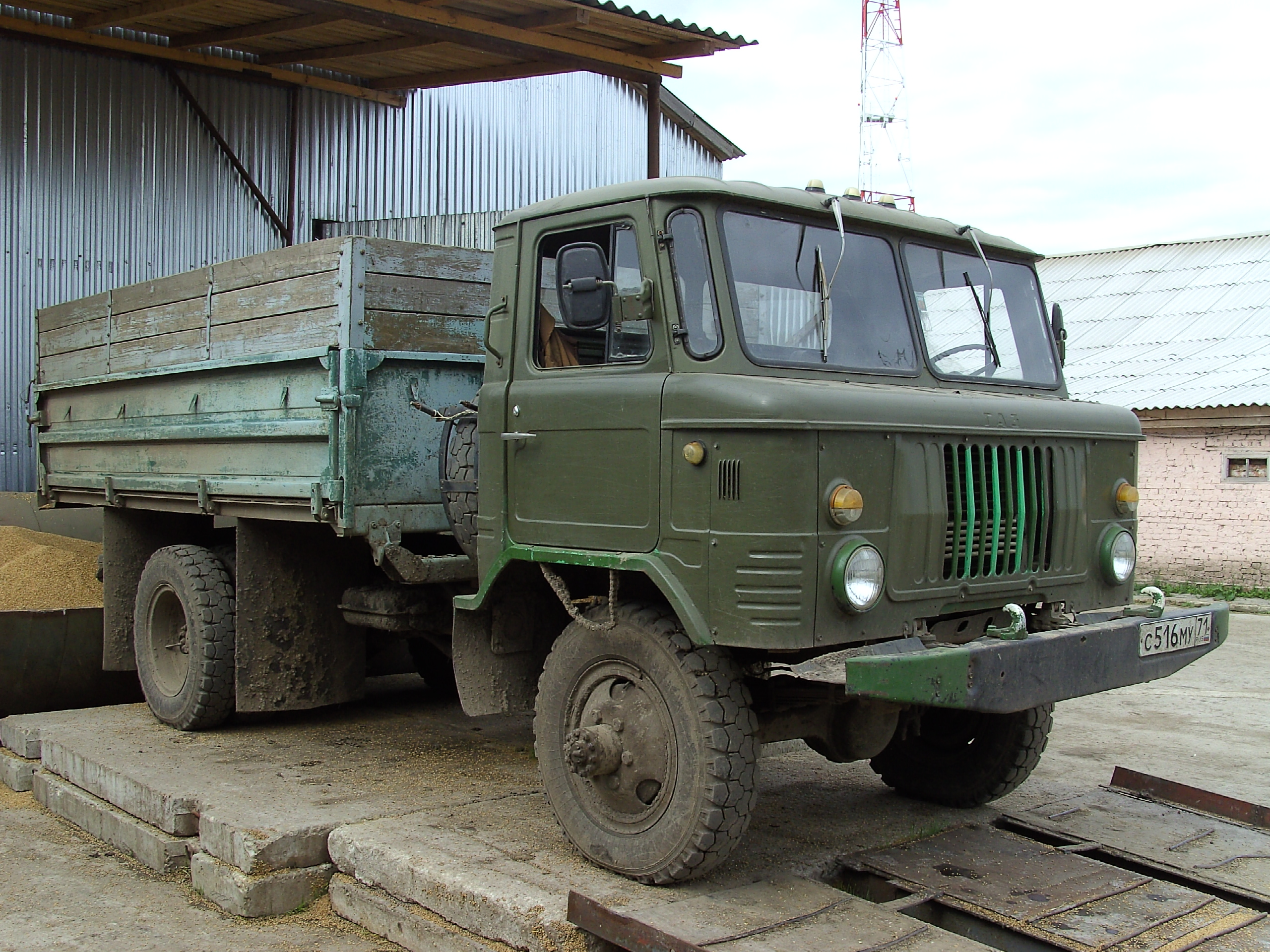
Modèle exposé
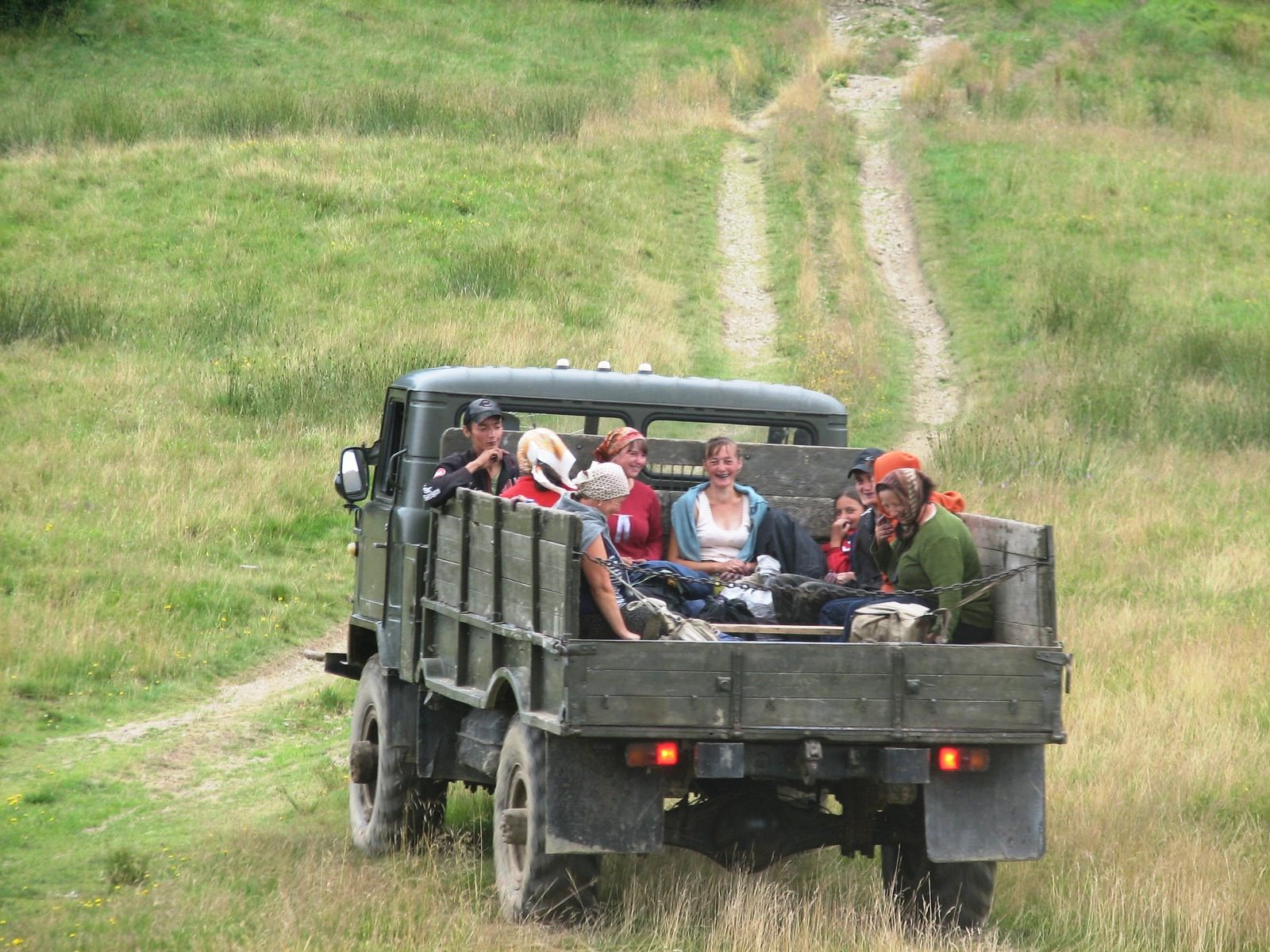
Usage agricole en Ukraine
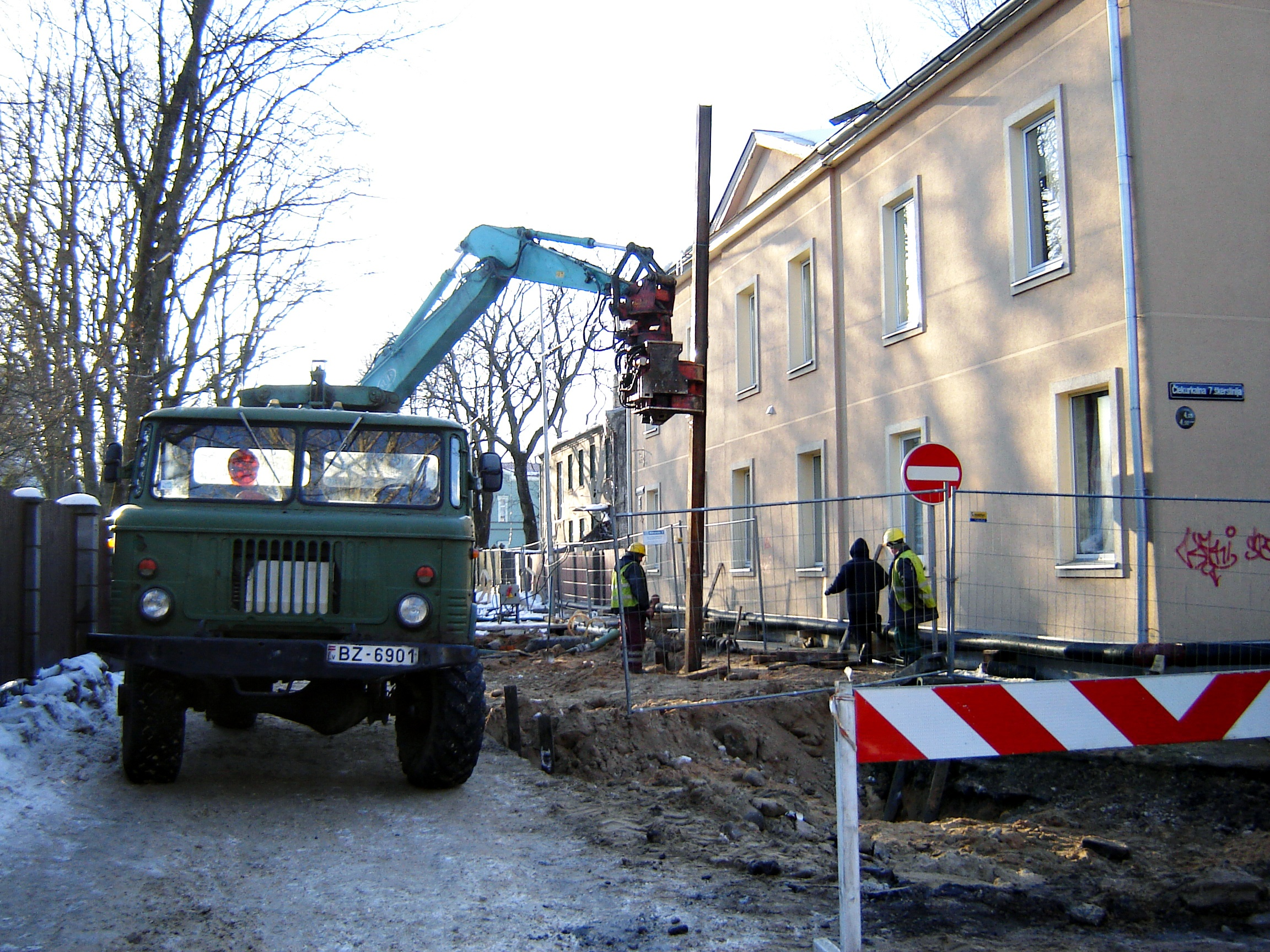
Manutention en Lituanie
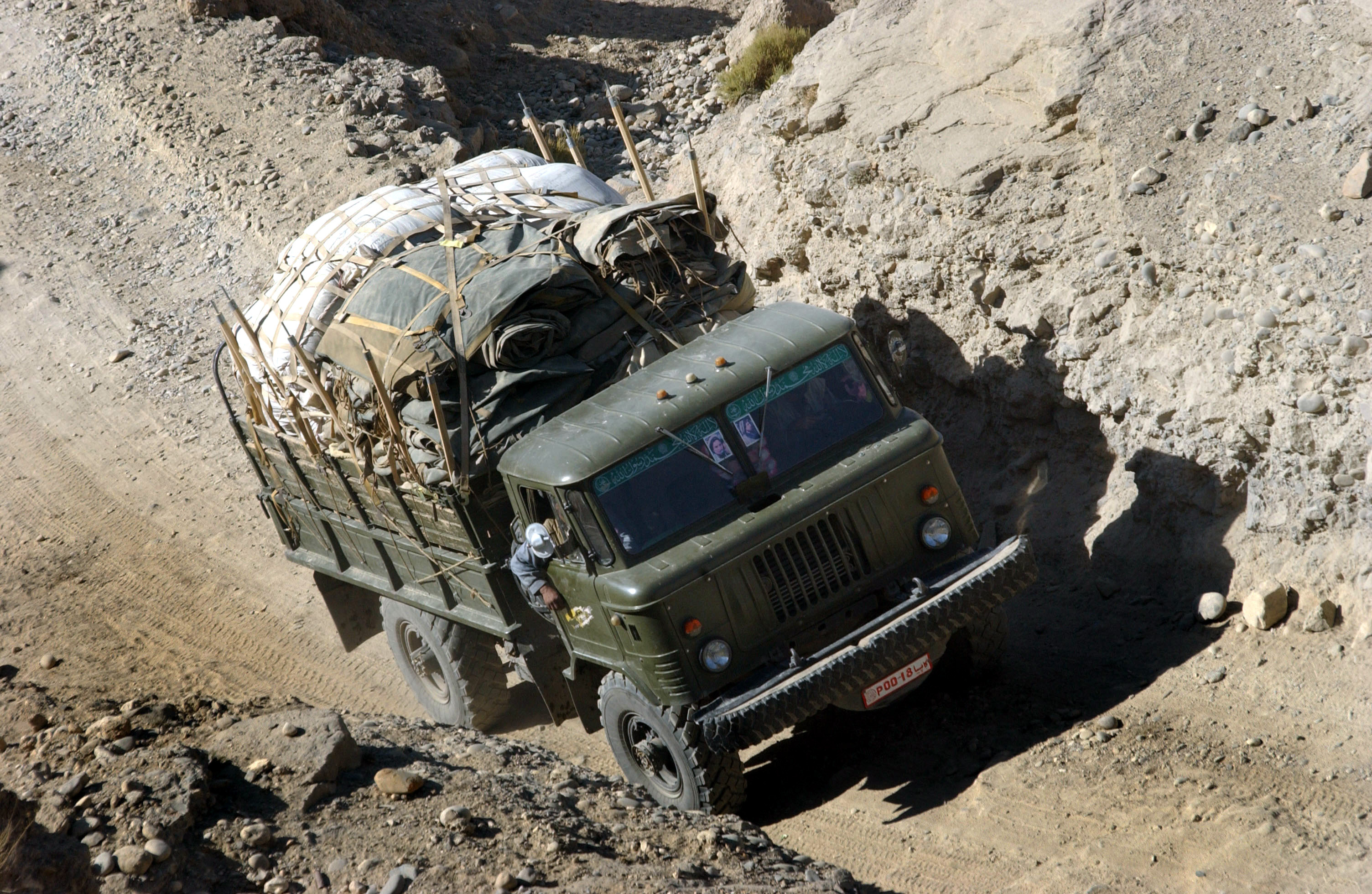
Transport civil en Afghanistan
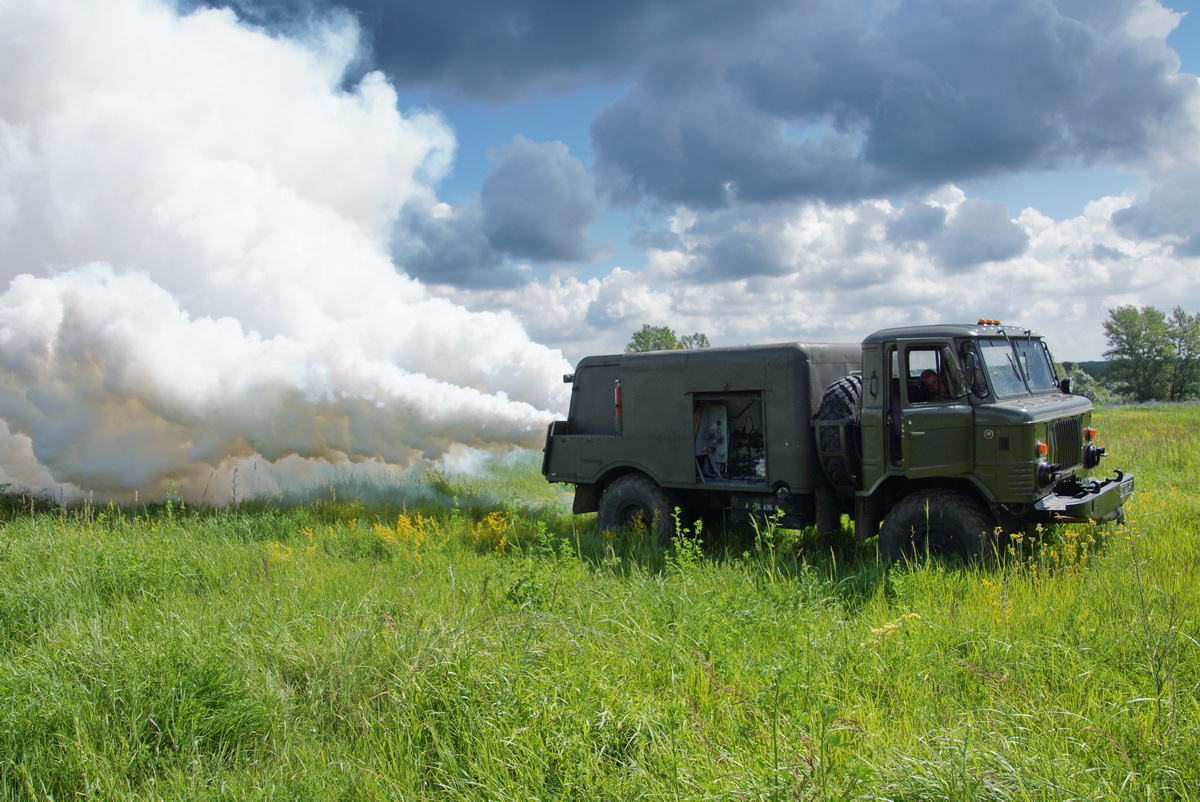
Véhicule générateur de fumée TDA-M sur chassis GAZ-66